# Paper Lace
Paper Lace war eine britische Popband der 1970er Jahre.

## Bandgeschichte
Gegründet wurde die Gruppe 1969 in Nottingham. Ihr erster Erfolg in England war 1974 das Lied Billy Don’t Be a Hero, das am 16. März 1974 die Spitzenposition der dortigen Hitparade erreichte und sie drei Wochen lang hielt. Damit hatte auch das Label Bus Stop seinen größten Hit. Autoren des Songs waren das britische Songwriter-Duo Mitch Murray und Peter Callander. Eine Coverversion der Band Bo Donaldson & the Heywoods wurde im Juni desselben Jahres Spitzenreiter der US-Charts. Noch 1974 schrieben Murray und Callander mit The Night Chicago Died einen weiteren Hit für Paper Lace, der in den USA auf Platz eins und in England auf Platz drei der Charts stieg. Ein dritter Murray/Callander-Titel, The Black-Eyed Boys, war wenig später ein weiterer Top-20-Hit.
1978 gelang der Gruppe noch ein erwähnenswerter Achtungserfolg: Sie sangen gemeinsam mit dem Fußballverein Nottingham Forest die Hymne We’ve Got the Whole World in Our Hands und erreichten damit Platz 24 der UK-Charts.
Kurz danach benannte sich die Band von „Paper Lace“ in „Lace“ um und geriet in Vergessenheit. Cliff Fish, Bassist der Band, starb am 14. April 2023 im Alter von 73 Jahren.

## Trivia
Heiner Müller verarbeitete 1995 The Night Chicago Died in seiner Inszenierung Der aufhaltsame Aufstieg des Arturo Ui von Bertolt Brecht im Theater am Schiffbauerdamm (Berliner Ensemble).

## Mitglieder
- Phil Wright (* 9. April 1948 in Nottingham), Gesang, Schlagzeug
- Mick Vaughan (* 27. Juli 1950 in Sheffield), Gitarre
- Cliff Fish (* 13. August 1949 in Ripley, Derbyshire; † 14. April 2023), Bass
- Chris Morris (* 1. November 1954 in Nottingham), Gitarre, Gesang
- Carlo Santanna (* 29. Juni 1947 in Rom), Gitarre

## Diskografie

### Alben
- 1972: First Edition
- 1974: Paper Lace (nur USA und Kanada)
- 1974: … And Other Bits of Material
- 1976: Stars for Millions

### Kompilationen
- 1974: The Best of Paper Lace
- 1974: The Paper Lace Collection (2 LPs)
- 2001: Greatest Hits
- 2010: And Others Bits of Material / First Edition (2 CDs)

### Singles
- 1971: You Can’t Touch Me
- 1972: In the Morning (Morning of My Life)
- 1973: Ragamuffin Man
- 1973: Martha (Whatever Happened)
- 1974: Billy, Don’t Be a Hero
- 1974: The Night Chicago Died
- 1974: The Black-Eyed Boys
- 1975: Hitchin a Ride’ 75
- 1975: So What If I Am
- 1976: I Think I’m Gonna Like It
- 1978: We Got the Whole World in Our Hands
- 1992: Trinidad Boy